# Globuseffekt
Der Globuseffekt ist eine optische Täuschung, die bei visuell genutzten optischen Instrumenten, insbesondere dem Fernglas oder dem Teleskop, auftreten kann. Konstruiert man ein solches Instrument frei von optischer Verzeichnung, dann tritt für manche Beobachter beim Schwenken des Instruments der Eindruck eines auf einer (konvex) gekrümmten Oberfläche abrollenden Bildes auf.

## Ursache des Globuseffekts

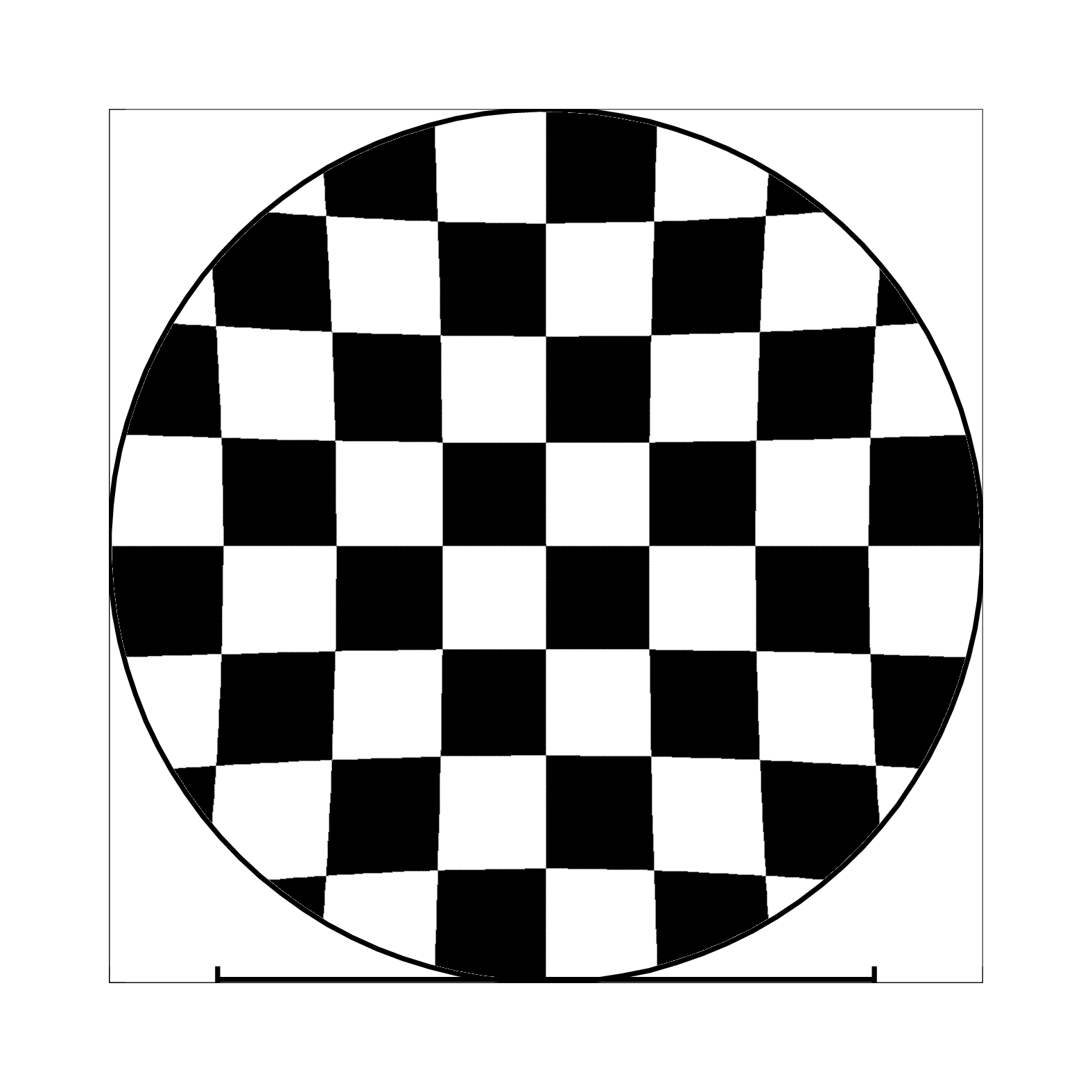
Abb. 1: Schachbrett nach Helmholtz mit kissenförmiger Verzeichnung. Hinreichend vergrößert, soll es aus einer Distanz betrachtet werden, die der Länge des Balkens (am unteren Bildrand) entspricht. Dabei soll der Blick auf das Zentrum fixiert und die Biegung der Konturen im indirekten Sehen beurteilt werden.

Als Ursache des Globuseffekts gilt eine tonnenförmige Verzeichnung der visuellen Wahrnehmung. Bereits Helmholtz konstruierte Schachbretter, die kissenförmig verzeichnet waren und bei vorschriftsmäßiger Betrachtung regulär erscheinen sollten. Später wurde in systematischen Studien die tonnenförmige Verzeichnung der Wahrnehmung an Testpersonen untersucht und festgestellt, dass sie einer hohen statistischen Varianz unterliegt, d. h. individuell sehr unterschiedlich ausfällt. Der Mittelwert der Verzeichnung liegt bei etwa der Hälfte des von Helmholtz vorgeschlagenen Wertes, so dass ein großer Teil der Betrachter im Falle des Helmholtz-Schachbretts eine nur unvollständige Kompensation der Biegungen wahrnehmen dürfte.
Die tonnenförmige Verzeichnung der Wahrnehmung ist hinreichend gering, um im Alltag nicht weiter aufzufallen. Wird jedoch ein vergrößerndes optisches Instrument, das orthoskopisch ausgelegt, dessen Verzeichnung also eliminiert ist, über ein geeignetes Motiv geschwenkt, so ziehen die Bildpunkte in rascher Folge vor dem Auge vorbei und die visuelle tonnenförmige Verzeichnung wird als konvexe Wölbung des Bildes sichtbar. Diese optische Täuschung wird als Globuseffekt bezeichnet. Er bleibt dem unbewaffneten Auge beim Drehen des Kopfes aufgrund des Vestibulookulären Reflexes verborgen.

## Formale Beschreibung

Abb. 2a: Animation eines regulären Gitters nach Transformation mit Glng. (5) und der Parameterwahl (orthoskopisches Fernglas), Vergrößerung und. Sehfeld: 122 m/1000 m.

Abb. 2b: Eine kissenförmige Verzeichnung der Größe führt zu einer fast vollständigen Kompensation des Globuseffekts.

Die Abbildung eines afokalen fernoptischen Instruments ist verzeichnungsfrei, falls die bereits 1861 und 1862 von Bow und Sutton definierte Tangensbedingung
{\displaystyle \tan a=m\tan A\qquad (1)}
erfüllt ist. Dabei ist {\displaystyle a} die bildseitige und {\displaystyle A} die objektseitige Hauptstrahlneigung (d. h. subjektiver Sehwinkel des Bildes im Okular und objektiver Winkel des Objekts in Bezug auf die Sehrichtung). Die Konstante {\displaystyle m} ist der Vergrößerungsfaktor des Instruments. Die Beziehung gilt für alle Richtungen, somit ist die Abbildung zentralsymmetrisch um die Hauptstrahlachse. Um eine Parametrisierung der Verzeichnung zu erhalten, verwenden wir die allgemeine Beziehung
{\displaystyle \tan(ka)=m\tan(kA),\qquad (2)}
mit dem Verzeichnungsparameter {\displaystyle k\in [0,1]}, die im Grenzfall {\displaystyle k=1} mit der Tangensbedingung identisch ist. Der Spezialfall {\displaystyle k=0{,}5} ist in der Literatur als Kreisbedingung bekannt und liefert die von Helmholtz in seinem Schachbrett implementierte kissenförmigen Verzeichnung. Ein weiterer Grenzfall mit {\displaystyle k\rightarrow 0} führt zu der Winkelbedingung
{\displaystyle a=mA,\qquad (3)}
die eine nochmals stärkere kissenförmige Verzeichnung erzeugt. Die Bedeutung der unendlichen Schar von Kurven, die von dem Verzeichnungsparameter aufgespannt wird, ist somit klar: Beginnend mit dem Wert 1, erzeugt eine Verkleinerung von {\displaystyle k} eine zunehmend stärkere kissenförmige Verzeichnung, die ihren Maximalwert bei {\displaystyle k=0} erreicht.
An dieser Stelle wird noch eine weitere Verzeichnung benötigt, die von der visuellen Wahrnehmung des Beobachters stammt. Die Wahrnehmungspsychologie führt zu diesem Zweck einen abstrakten visuellen Raum ein, dessen Eigenschaften durch eine mathematische Modellierung definiert werden. Um eine tonnenförmige Verzeichnung variabler Stärke des Beobachters zu erzielen, definieren wir
{\displaystyle y=l^{-1}\tan(la),\qquad (4)}
wo {\displaystyle l\in [0,1]} der visuelle Verzeichnungsparameter ist und {\displaystyle y} der subjektiv wahrgenommene Abstand zur Sehfeldmitte, unter dem der Bildpunkt einem Beobachter erscheint, der das Objekt durch das Okular unter dem subjektiven Winkel {\displaystyle a} betrachtet. Bei der Wahrnehmung handelt sich jetzt um einen zweistufigen Prozess: Das reale Objekt befindet sich in dem Winkel {\displaystyle A} zur Hauptachse und wird durch das Instrument aufgrund der Vergrößerung und einer eventuellen Verzeichnung auf den subjektiven Winkel {\displaystyle a} im virtuellen Bild transformiert. Die Wahrnehmung des Beobachters bildet diesen subjektiven Sehwinkel dann auf den tatsächlich gesehenen Abstand {\displaystyle y} zur Sehfeldmitte ab. Der Grenzfall {\displaystyle l=1} impliziert {\displaystyle y=\tan a} und somit keine weitere Verzeichnung, während der umgekehrte Grenzfall, {\displaystyle l\rightarrow 0}, zu {\displaystyle y=a} führt, in dem der Winkel direkt zum Abstand wird. Die kombinierte Abbildung erhalten wir nach Auflösung der instrumentellen Abbildungsvorschrift (2) nach dem subjektiven Winkel {\displaystyle a} und Einsetzen in die visuelle Abbildungsvorschrift (4):
{\displaystyle y=l^{-1}\tan \left\{{\frac {l}{k}}\arctan[m\tan(kA)]\right\}.\qquad (5)}
Bei geeigneten Kombinationen der Parameter {\displaystyle m}, {\displaystyle k} und {\displaystyle l} taucht im bewegten Bild der Globuseffekt auf (Abb. 2a).
Anmerkungen:
- Die Wahl {\displaystyle k\approx l} führt i.a. zu einer Kompensation des Globuseffekts. Ausnahmen bestehen im Falle kleiner Vergrößerungen mit sehr großen objektiven Sehwinkeln, die etwa bei Operngläsern auftreten[5].
- Da die Stärke der visuellen Verzeichnung {\displaystyle l} einer individuellen Streuung unterworfen ist[2], nehmen Beobachter den Globuseffekt in unterschiedlicher Intensität oder auch gar nicht wahr.
- Ein reguläres Gitter, wie in Abb. 2b gezeigt, ist nur dann sichtbar, wenn der Blick des Betrachters auf die Sehfeldmitte (Kreuz) fixiert ist, andernfalls werden die Verzerrungen der kissenförmigen Verzeichnung sichtbar[9].
- Der Fall {\displaystyle m=1}, d. h. ein Instrument ohne Vergrößerung, liefert mit Glng. (5) {\displaystyle y=l^{-1}\tan(lA)}, also die ursprüngliche visuelle Abbildungsvorschrift (4), in der lediglich der subjektive Bildwinkel durch den Objektwinkel ersetzt wurde. So sieht das unbewaffnete Auge die Welt.
- Wird die Optik nur langsam geschwenkt, so verschwindet der Eindruck des Globuseffekts aufgrund des Optokinetischen Nystagmus.
- Es lässt sich zeigen, dass der Fall {\displaystyle k=1} einem virtuellen Bild mit flacher (euklidischer) Geometrie entspricht, der Fall {\displaystyle k=0} dagegen einer sphärischen Geometrie. Gleiches gilt entsprechend für den visuellen Raum[10].
- Nicht immer lässt sich der Verzeichnungsverlauf einer Optik mit der einfachen Parametrisierung (2) beschreiben. Dennoch kann jede beliebige Parametrisierung der Kurve {\displaystyle a(A)} in die Transformationsgleichung (5) eingesetzt und dann durch Computeranimation das Schwenkverhalten der Optik beurteilt werden[11].

## Konstruktive Maßnahmen gegen den Globuseffekt am Beispiel aktueller Ferngläser

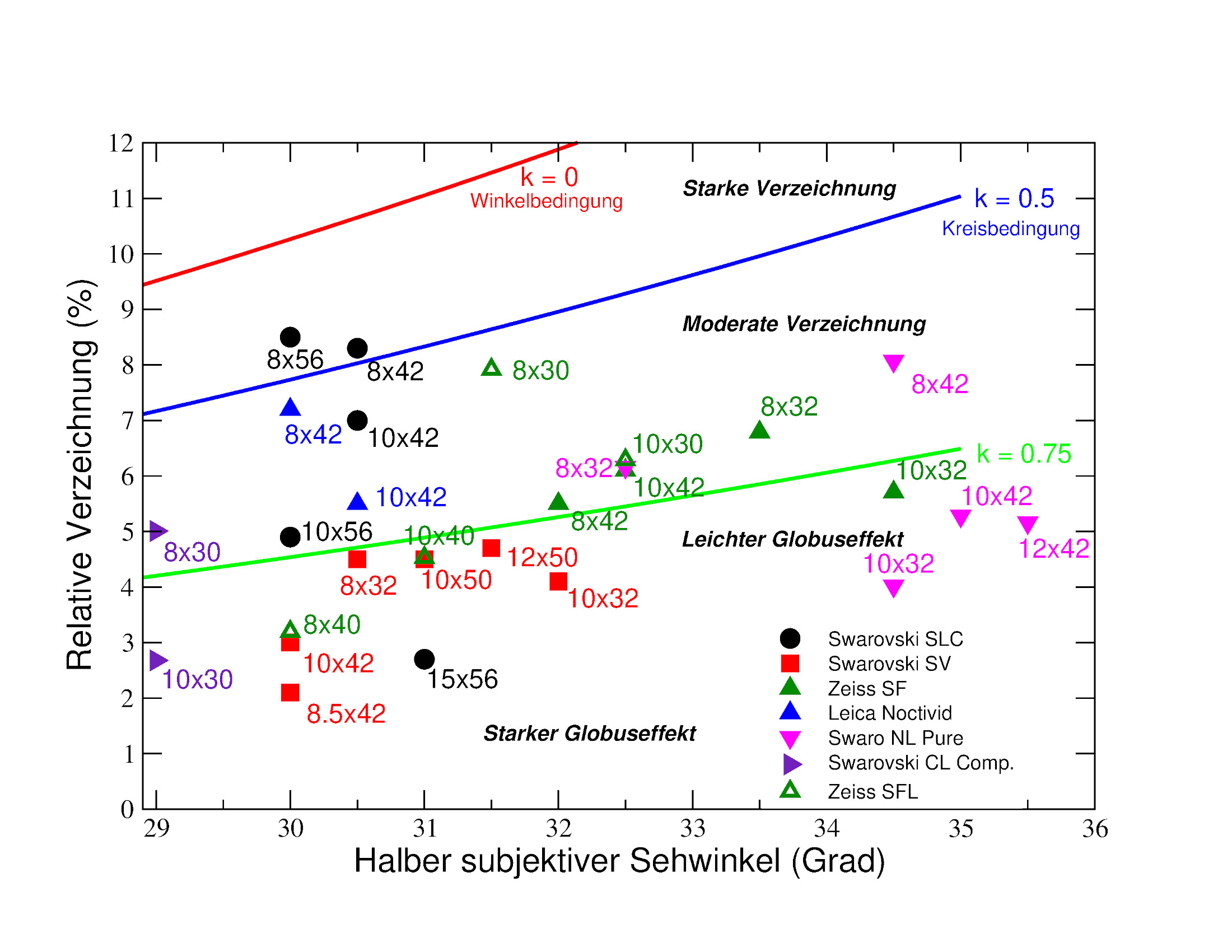
Abb. 3: Relative Verzeichnung von Ferngläsern neuerer Herstellung (2009–2022).

Bis zur Mitte des zwanzigsten Jahrhunderts wurden Ferngläser und Fernrohre üblicherweise nach den Vorgaben von Bow und Sutton mit einer möglichst geringen Verzeichnung gerechnet. Systematische Studien zum Schwenkverhalten dieser Optiken, durchgeführt von den
Zeiss-Mitarbeitern Slevogt und Sonnefeld haben Zeiss um 1949 dazu bewogen, eine kissenförmige Sollverzeichnung in die optische Rechnung der Okulare einzuführen und sich dabei zunächst an der Winkelbedingung (3) zu orientieren. Auch wenn die wahrnehmungspsychologischen Hintergründe des Globuseffekts damals noch nicht bekannt waren, wurde dennoch bereits der Vorteil dieser Maßnahme in Form eines 'ruhigeren Bildes' während des Schwenkens betont, siehe auch. Ein Großteil der Optikhersteller weltweit folgte dem Beispiel von Zeiss, was an den sehr deutlichen Verzeichnungen der Optiken dieser Periode ersichtlich ist. In den frühen Jahren des einundzwanzigsten Jahrhunderts begannen die ersten Hersteller – zunächst Nikon, ab 2010 vermehrt auch die europäischen Hersteller – die kissenförmige Sollverzeichnung deutlich zu reduzieren. Seit 2009 begann Swarovski auch damit, die tatsächlichen subjektiven Sehwinkel ihrer Ferngläser zu publizieren. Zuvor waren diese lediglich berechnet, meist unter der Annahme der Winkelbedingung (3) oder – wie im Falle von Nikon auch heute noch – nach der Tangensbedingung (1), in diesem Falle auch als Industrienorm ISO 14132-1:2002 bekannt. Zeiss und Leica folgten diesem Beispiel mit einigen ihrer neueren Modellen. Die Angabe des subjektiven Sehwinkels, d. h. des maximalen Werts von {\displaystyle a}, erlaubt es, die relative Verzeichnung der Ferngläser nach der Definition
{\displaystyle V_{r}={\frac {{\frac {\tan a}{\tan A}}-m}{m}}\qquad (6)}
aus den Spezifikationen der Datenblätter zu berechnen. Abbildung 3 enthält zum Vergleich die Kurvenverläufe {\displaystyle V_{r}(a)} für unterschiedliche Werte des Verzeichnungsparameters {\displaystyle k}. Verzeichnungen in der Nähe der Winkelbedingung (rote Kurve) treten nicht mehr auf, selbst die von Helmholtz und Slevogt propagierte Kreisbedingung (blau) wird von nahezu allen Modellen unterschritten. Mit einer deutlichen Streuung gruppieren sich die Verzeichnungswerte moderner Ferngläser um den Parameterwert {\displaystyle k\approx 0{,}75} (grün), der nur wenig mehr als die halbe Verzeichnung der Kreisbedingung ergibt. Dieser Wert liegt im Bereich der mittleren visuellen Verzeichnung aus der Studie von Oomes, was darauf hindeuten dürfte, dass einige Hersteller die Erkenntnisse aktueller wahrnehmungspsychologischer Studien bereits in die Praxis umsetzen.
Anmerkungen:
- Bei der Berechnung von Glng. (6) aus den Herstellerangaben bestehen Unsicherheiten aufgrund der oft gerundeten und daher ungenauen Spezifikationen der Vergrößerungen.
- Bei Ferngläsern mit Verzeichnungskurven, die sich nicht durch Glng. (2) näherungsweise parametrisieren lassen, lässt ein bestimmter Wert der relativen Verzeichnung keine Rückschlüsse auf das Schwenkverhalten zu. Hersteller sollten, wie in der Kameraindustrie üblich, die Verzeichnungskurven ihrer Optiken publizieren, um diese Unsicherheiten ausschließen zu können.
- Die Kurve {\displaystyle k\approx 0{,}75} (grün) in Abb. 3 entspricht einer Näherung, in der der objektive Halbwinkel {\displaystyle A} als hinreichend klein angenommen wurde, um die trigonometrischen Funktionen in linearer Näherung zu entwickeln. Dabei wird die Vergrößerung als Parameter eliminiert.
- In einem im Jahre 2020 von Leica angemeldeten Patent für ein Digitalfernrohr ist der Verzeichnungsparameter {\displaystyle k} stufenlos verstellbar gestaltet, damit jeder Beobachter die ideale Kompensation individuell erzielen kann.[17] Ferner soll das Instrument dazu in der Lage sein, mit Hilfe eines Bewegungs- oder Beschleunigungssensors den Beobachtungsmodus zu erkennen und dann selbständig von einer geringen Verzeichnung (während der statischen Beobachtung) zu einer höheren Verzeichnung (während des Schwenkens) umzuschalten.
- Interessante historische Hintergründe zum Thema aus Sicht der Carl Zeiss AG gibt es auf der Internetseite von A. Köhler[18], sowie im Buch von R. Riekher[19].

## Alternativer Ansatz zur Erklärung des Globuseffekts
Ein alternativer Ansatz
 zur Erklärung des Globuseffekts kommt von dem Fachjournalisten und Optik-Spezialisten Walter E. Schön. Er erklärt, dass der beobachtete Effekt nicht der einer rollenden Kugel ist, sondern einem vertikal rotierenden Zylinder gleicht. Die scheinbare Kugelform, die von einigen Benutzern bemerkt wird, kommt dadurch zustande, dass das Sehfeld in einem Teleskop oder einem Fernglas kreisförmig ist. Die Illusion eines rotierenden Zylinders beim Schwenken wird durch die horizontale Bewegung des Bildes hervorgerufen, die (aufgrund der Winkelvergrößerung des optischen Instruments) schneller und gleichmäßiger (mit weniger Parallaxe) im Vergleich zum Sehen mit bloßen Augen erfolgt. Eine weitere Ursache, die hier eine Rolle spielt, ist, dass beim Schauen durch das vergrößernde optische Instrument in der Wahrnehmung die natürliche Verbindung von Kopf- und Bildbewegung aufgehoben ist. Wenn das Gehirn versucht, diese widersprüchlichen Signale zu interpretieren, entsteht die Illusion, dass sich das Bild langsamer am linken und rechten Rand bewegt als in der Mitte, wobei der Eindruck eines rotierenden Zylinders entsteht. Demzufolge wäre es zutreffender, anstelle des Begriffs Globuseffekt von einem Zylindereffekt zu sprechen. In diesem Sinne wurde vorgeschlagen, zylindrische optische Elemente einzusetzen, um den Globuseffekt während des horizontalen Schwenkens, das in den meisten Anwendungen die dominierende Bewegungsrichtung vorgibt, zu reduzieren. Diese leichte Abweichung von der Rotationssymmetrie der Abbildung hätte den Vorteil, dass vertikale und horizontale Strukturen, z. B. Gebäudekanten, gerade bleiben und nur (annähernd) diagonale, wie viel seltener vorkommen, kaum merklich S-förmig verformt werden, während bei herkömmlicher rotationssymmetrischer Verzeichnung alle nicht radial verlaufenden Strukturen, am stärksten randnahe, gut erkennbar gekrümmt werden. Eine praktische Umsetzung einer nur horizontalen kissenförmigen Verzeichnung scheitert an viel größerem Gewicht und Volumen sowie an erheblichen Mehrkosten.